# Astragalus whitneyi
Astragalus whitneyi is een soort uit de vlinderbloemenfamilie. De soort komt voor in het Cascadegebergte, gelegen in het westen van de Verenigde Staten. 
... · 
A. bibullatus ·
A. cicer (bergerwt) ·
A. didymocarpus · 
A. glycyphyllos (wilde hokjespeul) ·
A. whitneyi ·
...